# اثل شوتا
اثل شوتا (انگلیسی: Ethel Shutta؛ ۱ دسامبر ۱۸۹۶ – ۵ فوریهٔ ۱۹۷۶) بازیگر و خواننده اهل ایالات متحده آمریکا بود.
از فیلم‌ها یا برنامه‌های تلویزیونی که وی در آن نقش داشته است، می‌توان به بزن‌بکوب! اشاره کرد.